# Argia orichalcea
Argia orichalcea là một loài chuồn chuồn kim trong họ Coenagrionidae.
Argia orichalcea is in 1865 voor het eerst wetenschappelijk beschreven door Hagen in Selys.